# Barrage de Nestavel
Le barrage de Nestavel a été construit sous la maîtrise d'ouvrage de la Shema, ancêtre d'EDF. Il constitue aujourd’hui une pièce stratégique, « dans ce gigantesque jeu de dominos que constitue l'alimentation en électricité en Bretagne, "presqu'île électrique" ».

## Géographie
Cette infrastructure énergétique est située dans le Finistère, entre le coteau de Nestavel et la butte de Forhan. Elle est rattachée à la commune de Brennilis.

## Histoire
La construction du barrage a débuté en 1937 avec l’objectif notamment de réguler le cours de l'Éllez. En juin 2015, l’exploitant EDF célèbre les 80 ans du projet. En partenariat avec l'association Sur les traces de François Joncour, il organise une « exposition historique de l'ouvrage, mais aussi d'avant sa construction, et notamment sur les réactions de la population ».

## Caractéristiques Techniques
Le barrage de Nestvalet est un « barrage-voûte ». Ses voûtes « sont en béton armé d'acier ; elles comprennent une partie encastrée verticalement dans la roche granitique jusqu'à 6 mètres de profondeur par endroits ; les contreforts des deux extrémités du barrage sont scellés à l'aide de câbles d'acier encastrés dans le rocher ». La retenue d’eau a par ailleurs une capacité estimée à 550 ha et alimente l’usine hydroélectrique de Saint-Herbot.